# Fantômas (film, 1920)
Pour les articles homonymes, voir Fantômas (homonymie).
Pour plus de détails, voir Fiche technique et Distribution.

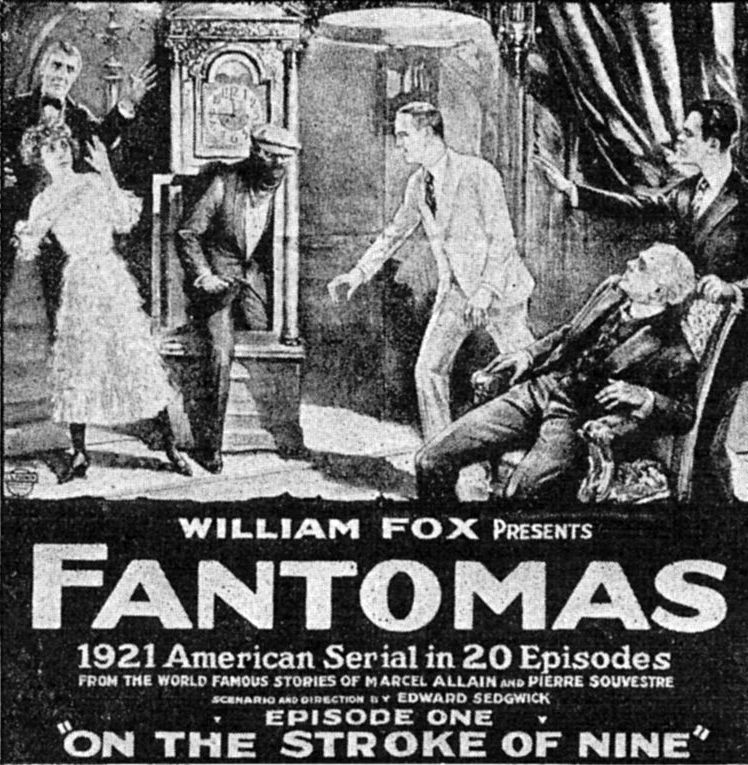
Publicité pour le premier épisode (1920)

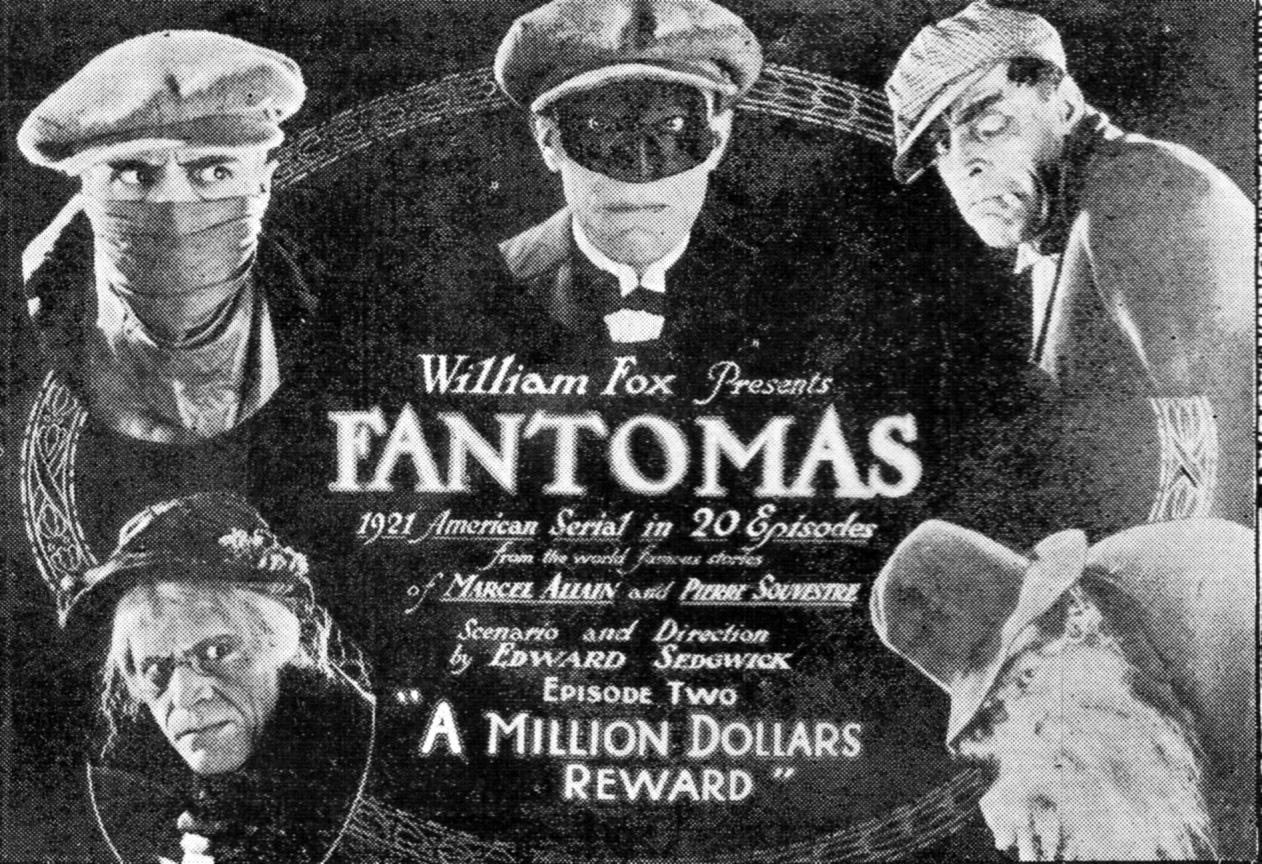
Publicité pour le deuxième épisode (1921)

Fantômas (Fantomas), retitré Les Exploits de Diabolos en France, est un film muet américain d'Edward Sedgwick, sous la forme d'un serial en vingt épisodes, sortis de fin 1920 à 1921.
Ce film est réputé perdu à ce jour.

## Synopsis
Fantômas, un maître du crime, offre le renoncement à sa vie criminelle en échange de la promesse de ne pas le poursuivre pour ses crimes passés. Mais les autorités refusent son ultimatum. Exaspéré, il est déterminé à terroriser la ville tant que ses demandes ne seront pas satisfaites.

## Fiche technique
- Titre original : Fantomas
- Réalisation : Edward Sedgwick
- Scénario : Edward Sedgwick, George Eshenfelder, d'après le roman de Marcel Allain et Pierre Souvestre
- Photographie : Horace G. Plympton
- Société de production : Fox Film Corporation
- Société de distribution : Fox Film Corporation
- Pays d’origine :  États-Unis
- Langue originale : anglais
- Format : noir et blanc — 35 mm — 1,37:1 — Film muet
- Genre : Film d'aventures
- Durée : 20 épisodes de deux bobines
- Dates de sorties aux États-Unis : du 19 décembre 1920 (épisode 1) au 1er mai 1921 (épisode 20)
- Licence : Domaine public

## Distribution
- Edward Roseman (en) : Fantômas
- Edna Murphy : Ruth Harrington
- Johnnie Walker : Jack Meredith
- Lionel Adams : Professeur James D. Harrington
- John Willard : Inspecteur Fred Dixon
- Eve Balfour : la femme en noir
- Rena Parker : la comtesse
- Irving Brooks : le duc
- Ben Walker : le maître d'hôtel
- Henry Armetta : le « rital »